# Grän
Grän est une commune autrichienne du Tyrol.